# Sixth United States Army
La Sixth United States Army è un'armata dell'esercito degli Stati Uniti. Ha sede a Fort Sam Houston.
Partecipò a numerose battaglie del teatro di operazioni del Pacifico sud-occidentale durante la Seconda guerra mondiale.
Dopo essere stata disattivata nel 1995, è stata nuovamente attivata nel 2008 ed oggi è la componente dell'esercito nello United States Southern Command, la sua area di responsabilità comprende 31 paesi e 15 aree di sovranità speciale nel Centro e Sud America e nei Caraibi.